# Дюклер
Дюклер (фр. Duclair) — город на севере Франции, регион Нормандия, департамент Приморская Сена, округ Руан, кантон Барантен. Расположен в 21 км к северо-западу от Руана, в 8 км от автомагистрали А150, на правом берегу Сены в месте впадения в нее реки Остреберт.
Население (2018) — 4 135 человек.

## Достопримечательности
- Церковь Сен-Дени XI—XII веков
- Шато де Тайи XVI века в стиле Ренессанса
- Кур-дю-Мон, часть бывшей усадьбы баронов Дюклер (развалины)

## Экономика
Структура занятости населения:
- сельское хозяйство — 2,2 %
- промышленность — 6,8 %
- строительство — 6,4 %
- торговля, транспорт и сфера услуг — 45,7 %
- государственные и муниципальные службы — 38,9 %

Уровень безработицы (2017) — 15,3 % (Франция в целом —  13,4 %, департамент Приморская Сена — 15,3 %). 

Среднегодовой доход на 1 человека, евро (2018) — 21 140 (Франция в целом — 21 730, департамент Приморская Сена — 21 140).

## Демография
Динамика численности населения, чел.

## Администрация
Пост мэра Дюклера с 2014 года занимает член партии Республиканцы Жан Делаландр (Jean Delalandre). На муниципальных выборах 2020 года возглавляемый им правый список одержал победу в 1-м туре, получив 55,66 % голосов.
| Период | Период | Фамилия       | Партия                                  | Примечания |
| ------ | ------ | ------------- | --------------------------------------- | ---------- |
| 1965   | 1983   | Луи Бурдон    |                                         |            |
| 1983   | 1994   | Жозеф Масе    | Разные левые                            |            |
| 1995   | 1995   | Жак Лепинар   |                                         |            |
| 1995   | 2008   | Реймон Фуко   | Социалистическая партия                 |            |
| 2008   | 2014   | Жозеф Масе    | Разные левые                            |            |
| 2014   |        | Жан Делаландр | Союз за народное движение Республиканцы |            |

## Города-побратимы
- Ронненберг, Германия

## Галерея

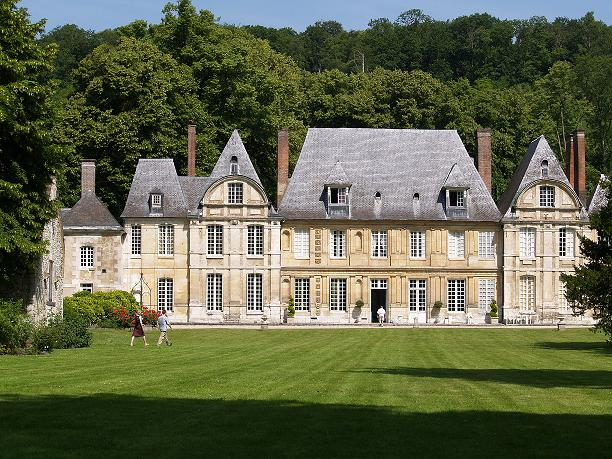
Шато дю Тайи
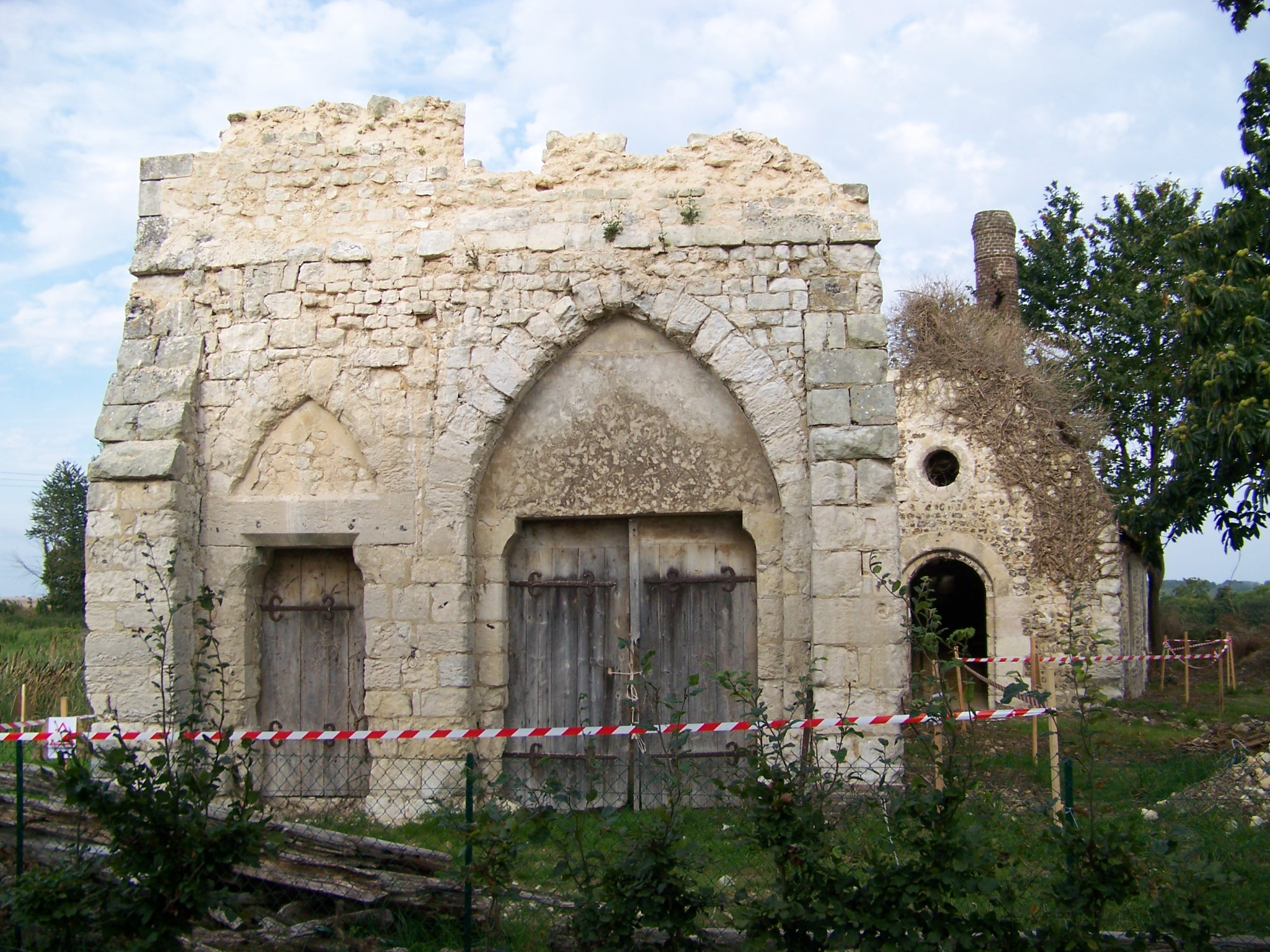
Кур-дю-Мон